# Thomas Bayly
Thomas Bayly (ur. 13 września 1775, zm. w 1829) – amerykański polityk i prawnik związany z Partią Federalistyczną.
W latach 1817–1823 przez trzy dwuletnie kadencje Kongresu Stanów Zjednoczonych był przedstawicielem ósmego okręgu wyborczego w stanie Maryland w Izbie Reprezentantów Stanów Zjednoczonych.